# Salaya
Salaya là một thành phố và khu đô thị của quận Jamnagar thuộc bang Gujarat, Ấn Độ.

## Địa lý
Salaya có vị trí 22°19′B 69°36′Đ / 22,32°B 69,6°Đ Nó có độ cao trung bình là 19 mét (62 feet).

## Nhân khẩu
Theo điều tra dân số năm 2001 của Ấn Độ, Salaya có dân số 26.908 người. Phái nam chiếm 50% tổng số dân và phái nữ chiếm 50%. Salaya có tỷ lệ 26% biết đọc biết viết, thấp hơn tỷ lệ trung bình toàn quốc là 59,5%: tỷ lệ cho phái nam là 36%, và tỷ lệ cho phái nữ là 17%. Tại Salaya, 19% dân số nhỏ hơn 6 tuổi.